# Ford FG X Falcon
La Ford FG X Falcon è una vettura full-size prodotta dalla filiale australiana della casa automobilistica statunitense Ford dal 20 ottobre del 2014 al 7 ottobre 2016. L'autovettura si presenta come un notevole restyling estetico della precedente versione, anche se non sono stati ritoccati in modo significativo gli interni. La X posta dopo il nome di progetto FG richiama alle serie più popolari della Falcon australiana, dalla XR alla XF.
Ad ottobre del 2016, come previsto dal piano One Ford, la produzione di autovetture nella fabbrica a Campbellfield, in Australia, cesserà. Come conseguenza, la Falcon uscirà di produzione e probabilmente non avrà un'erede diretta, ponendo fine, dopo più di mezzo secolo, alla serie di berline Falcon. Questo è accaduto il 7 ottobre 2016, quando uscì dalla fabbrica di Broadmeadows (Australia) l'ultima Falcon, una XR6 berlina, che tra l'altro è anche l'ultima Ford australiana. La Falcon Ute era, invece, uscita di produzione già il 29 luglio dello stesso anno.

## Allestimenti
La FG X Falcon era disponibile in 6 allestimenti: XT, G6E, G6E Turbo, XR6, XR6 Turbo e XR8 per la berlina e Ute, XR6 e XR6 Turbo per la Ute. Rispetto alla precedente FG sparisce il livello di allestimento G6, che verrà parzialmente sostituito dai livelli di allestimento Falcon e G6E e ritorna la Falcon XR8, che è equipaggiata da un nuovo motore 5.0 V8 da 335 kW.
Come per la precedente serie FG, la gamma Falcon è quella più economica e spartana, la gamma G è quella più lussuosa, elegante mentre la gamma XR è quella più sportiva.

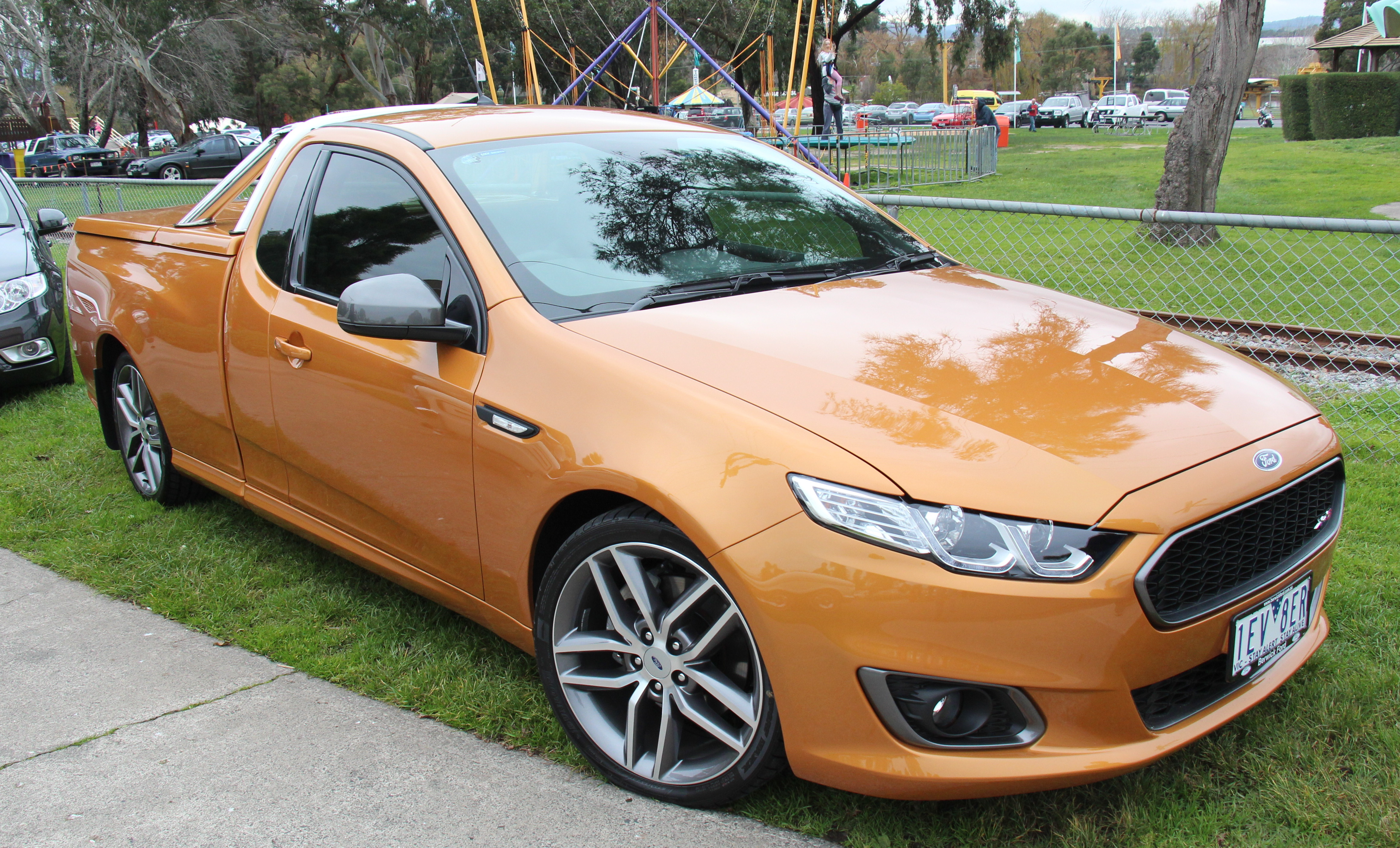
Un Falcon FG X Ute XR6 Turbo
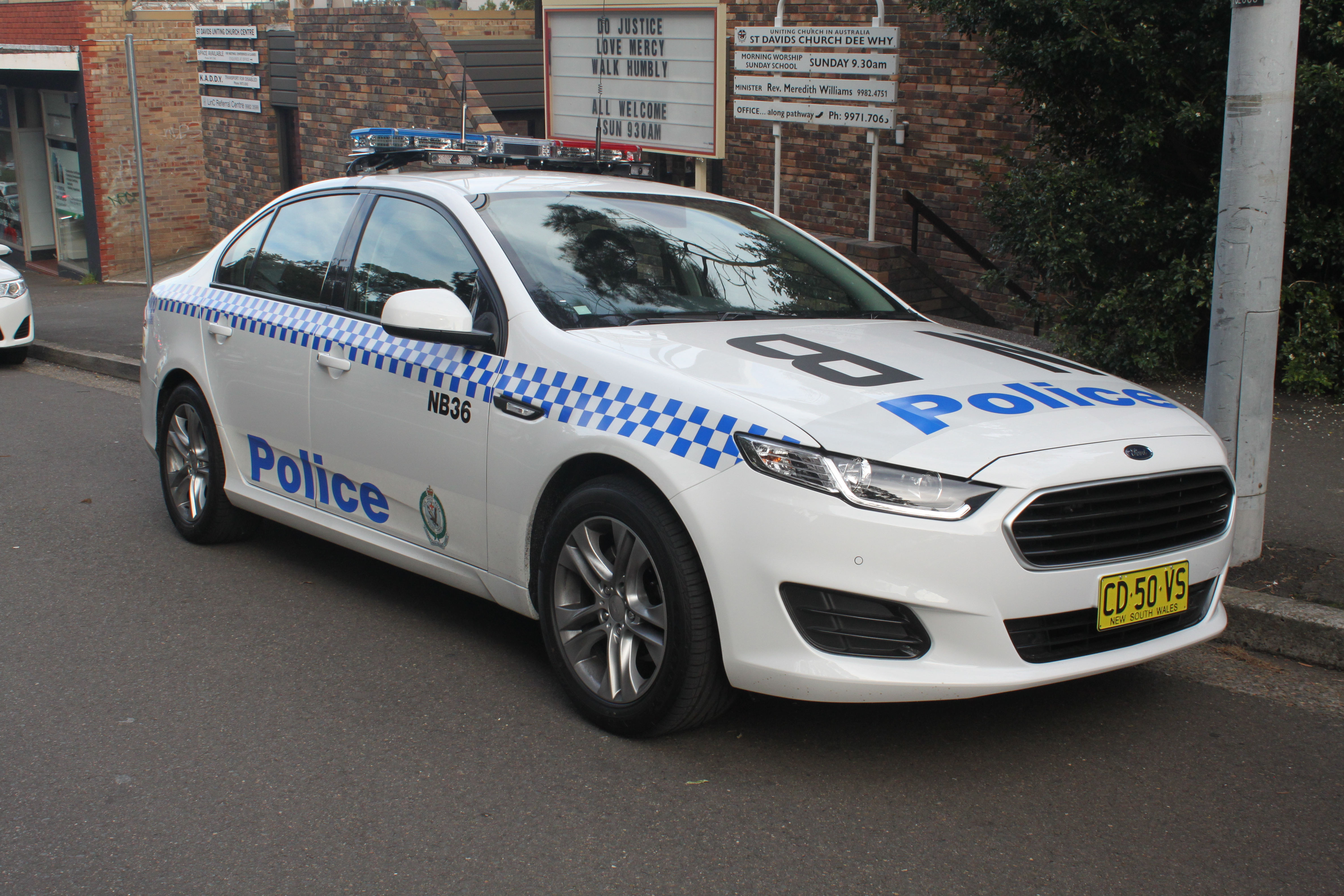
Una Falcon FG X berlina in allestimento Falcon

## Fine della produzione ed eredità

### Fine della produzione
Come già menzionato Ford Australia ha annunciato il 23 maggio 2013, di terminare la produzione delle sue vetture in Australia per sopperire a delle perdite pari a centinaia di milioni di Euro. Questo avvenne in concomitanza con la decisione del governo conservatore australiano di terminare l'assistenza finanziaria al settore, in difficoltà. Infatti, era anche per questo motivo che la Falcon FG X era pubblicizzata come "The ultimate Falcon". L'autovettura è uscita di produzione il 7 ottobre 2016, ma la versione Ute non era più prodotta già dal 29 luglio dello stesso anno. L'ultimo esemplare, una XR6 di colore Kinetic Blue, è stato prodotto a mezzogiorno dello stesso giorno ed è, tra l'altro, l'ultima Ford prodotta a Broadmeadows e in Australia. I dipendenti licenziati, assieme a quelli della fabbrica di motori e cambi di Geelong (gli ultimi motori, un I6 e un V8, che tra l'altro motorizzavano proprio la Falcon, furono prodotti il 26 settembre dello stesso anno) sono 600 circa. Di questi 600 dipendenti, circa 160 verranno riassunti nel centro di design e di studio Ford australiano, il quale rimane comunque attivo. La cerimonia per l'addio alla produzione australiana di Ford si è svolta in modo stretto e riservato. Con la chiusura delle fabbriche di Geelong e Broadmeadows Ford, oltre a licenziare dipendenti, chiude definitivamente 91 anni di storia nel Paese dei canguri e 56 anni di storia per la Ford Falcon.

### L'eredità della Falcon
In quanto alla sostituzione dell'autovettura, Ford ha deciso di non voler rilasciare un'erede diretta per la berlina full-size australiana, preferendo sostituirla (in versione berlina) con la più piccola Mondeo (di produzione europea), tra l'altro già venduta in suolo australiano, senza lanciarle un'erede diretta, come ad esempio la Taurus cinese. Le versioni più potenti verranno sostituite invece dalla pony car Mustang, che corre nel V8 Supercars, mentre le versioni Ute non avranno anch'esse un'erede diretta, essendo sostituite (indirettamente) dal pick-up di taglia media (anch'esso già presente in Australia) Ranger.